# ماتیاس هونساک
ماتیاس هونساک (انگلیسی: Mathias Honsak؛ زادهٔ ۲۰ دسامبر ۱۹۹۶) بازیکن فوتبال اهل اتریش است.
از باشگاه‌هایی که در آن بازی کرده‌است می‌توان به باشگاه فوتبال لیفرینگ و باشگاه فوتبال رید اشاره کرد.
وی همچنین در تیم‌های ملی فوتبال زیر ۲۱ سال اتریش و اتریش بازی کرده‌است.